# Hombrechtikon
Hombrechtikon est une commune suisse du canton de Zurich, située dans le district de Meilen. Elle est située au-dessus de la rive droite du lac de Zurich. Le village de Feldbach ZH et les hameaux Uetzikon, Dändlikon, Herrgass, Lutikon, Lützelsee et Schirmensee font partie de Hombrechtikon.

## Blason
Le blason actuel est sans doute une référence à l'impôt que la ville devait payer à l'Église catholique avant la réformation. La plus ancienne représentation connue du blason est accrochée au clocher de l'église de Hombrechtikon et date de 1676. Le blason représente une botte de paille sur un fond rouge.

## Géographie

Photo aérienne prise à 300 m par Walter Mittelholzer (1931).

La commune présente une superficie de 1 220 ha dont 61 % sont consacrés à l'agriculture, 14 % sont habités et 15 % sont recouverts de forêts.
Les communes limitrophes sont Grüningen, Bubikon, Rapperswil-Jona, Stäfa et Oetwil am See.

## Démographie
| Évolution de la population | Évolution de la population |
| Année                      | Population                 |
| -------------------------- | -------------------------- |
| 1634                       | 617                        |
| 1772                       | 1 501                      |
| 1850                       | 2 649                      |
| 1900                       | 2 292                      |
| 1950                       | 3 079                      |
| 1970                       | 4 589                      |
| 1990                       | 6 865                      |
| 2000                       | 7 246                      |
| 2014                       | 8 327                      |

Le pourcentage d'habitants d'origine étrangère est de 19,3 %.
- Religion : 38,8 % protestant, 28,0 % catholique romaine.

## Culture et patrimoine
Biens culturels d'importance locale : 
- Église réformée : construite par Jakob Grubenmann en 1758-59, elle reprend la tour de l'église précédente de style gothique tardif.
- Eglihaus : maison à colombages magnifiquement peinte vers 1665-1666 dans le hameau de Lutikon.
- Menzihaus : bâtiment à colombages représentatif vers 1680 dans le hameau de Lützelsee.
- Hürlimannhaus : ferme de 1709 avec ancien lavoir et abattoir à Lütselsee. Elle possède, sur la façace nord, des toilettes en encorbellement.

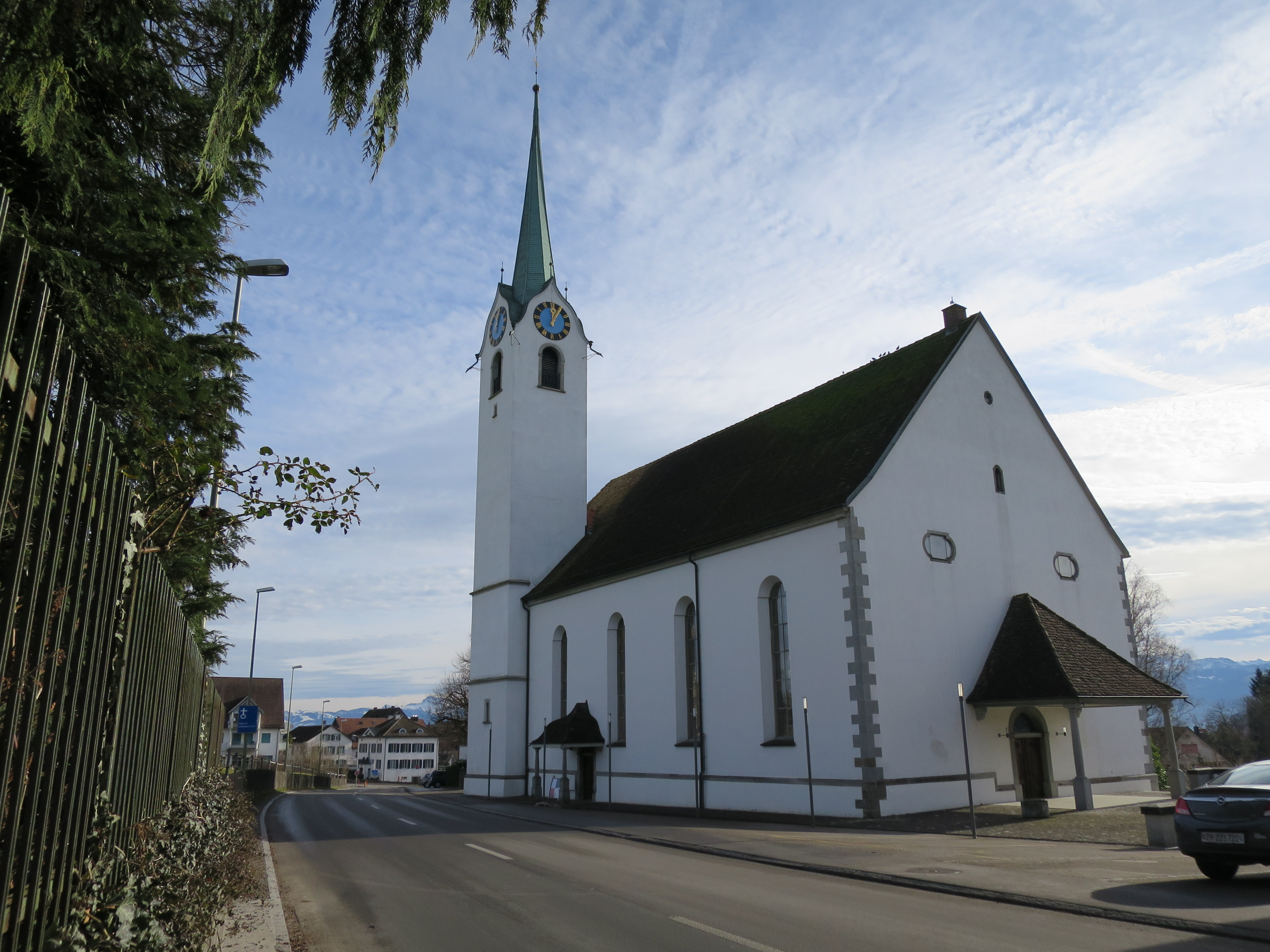
Église réformée.
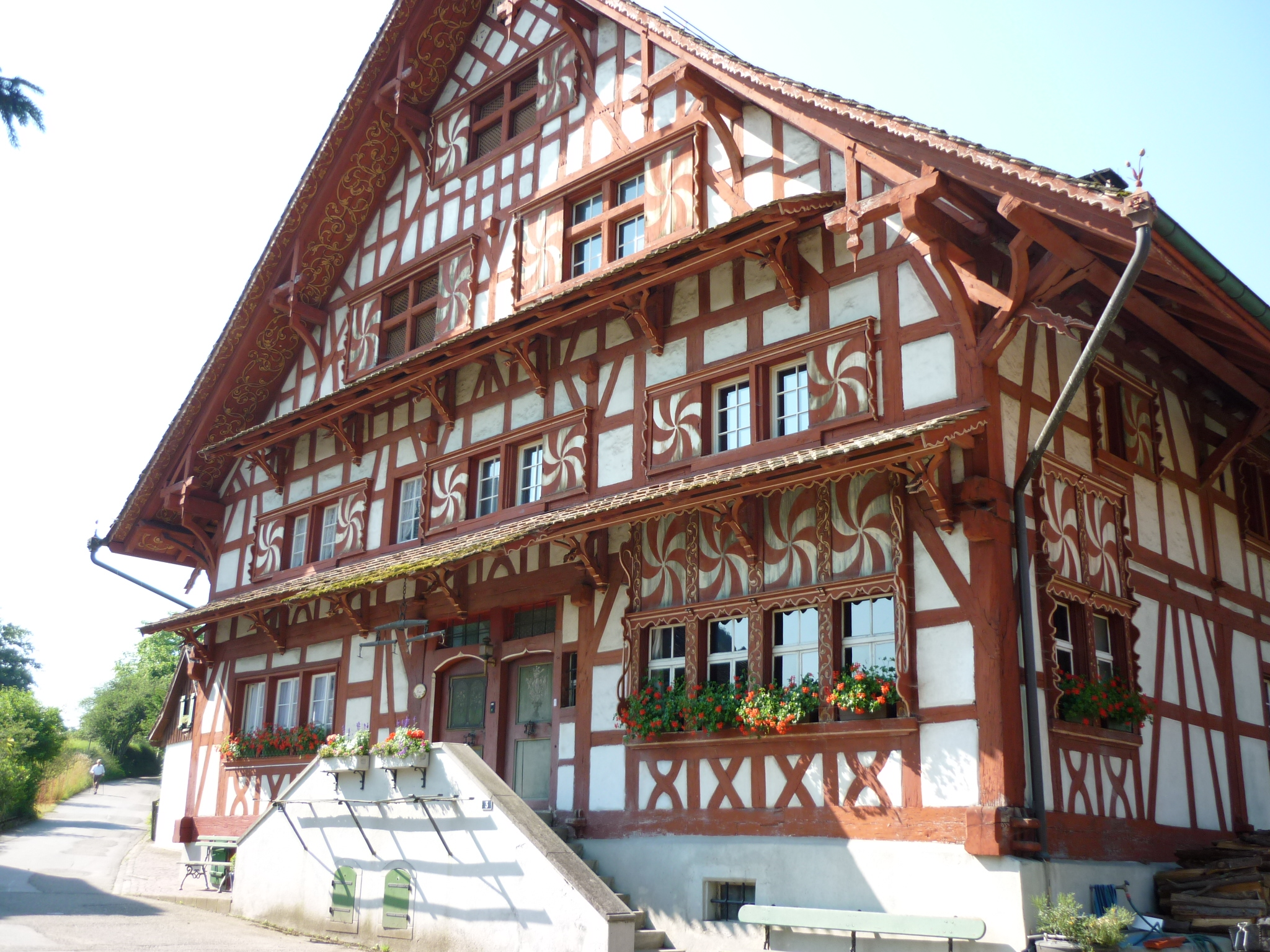
Eglihaus.
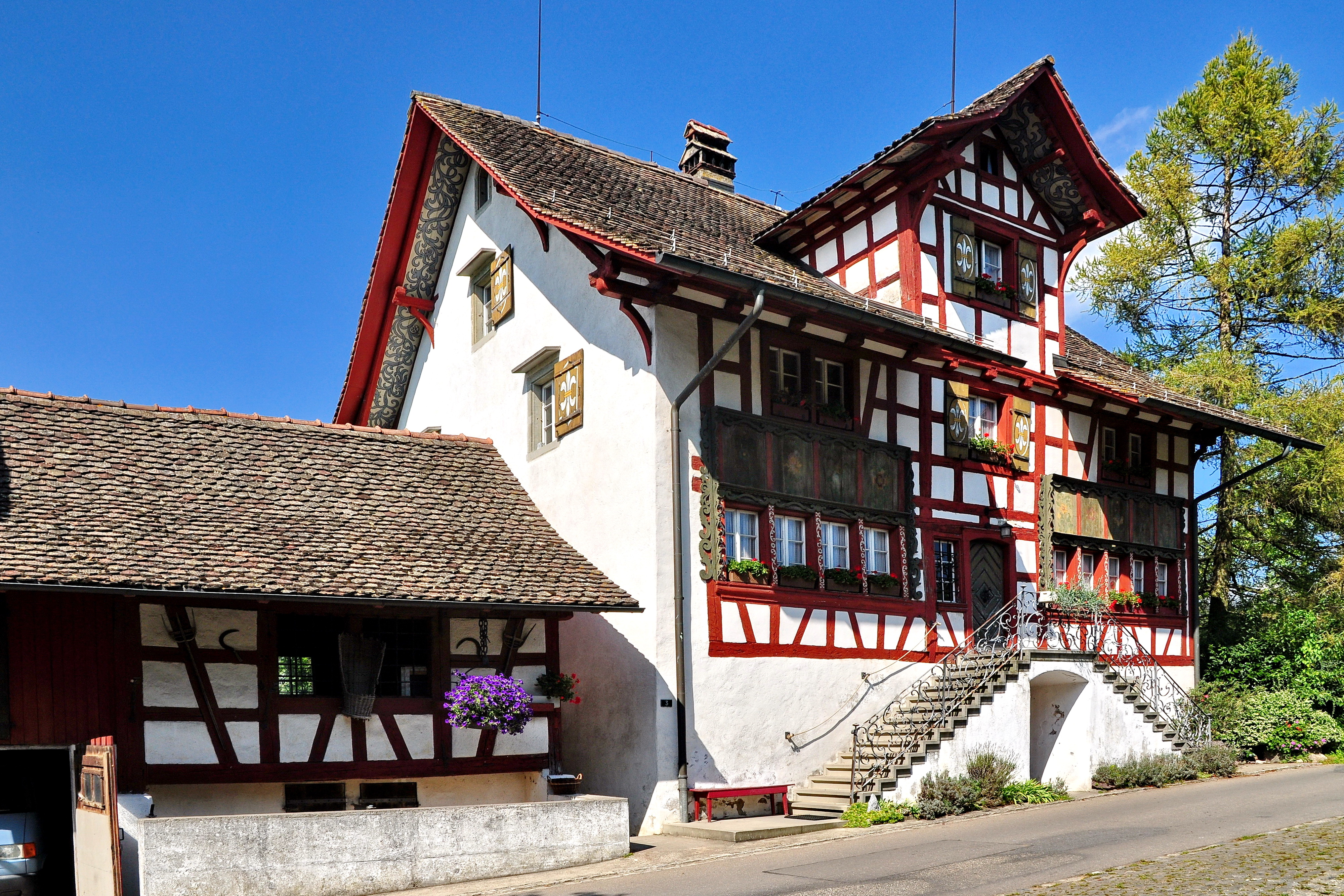
Menzihaus.
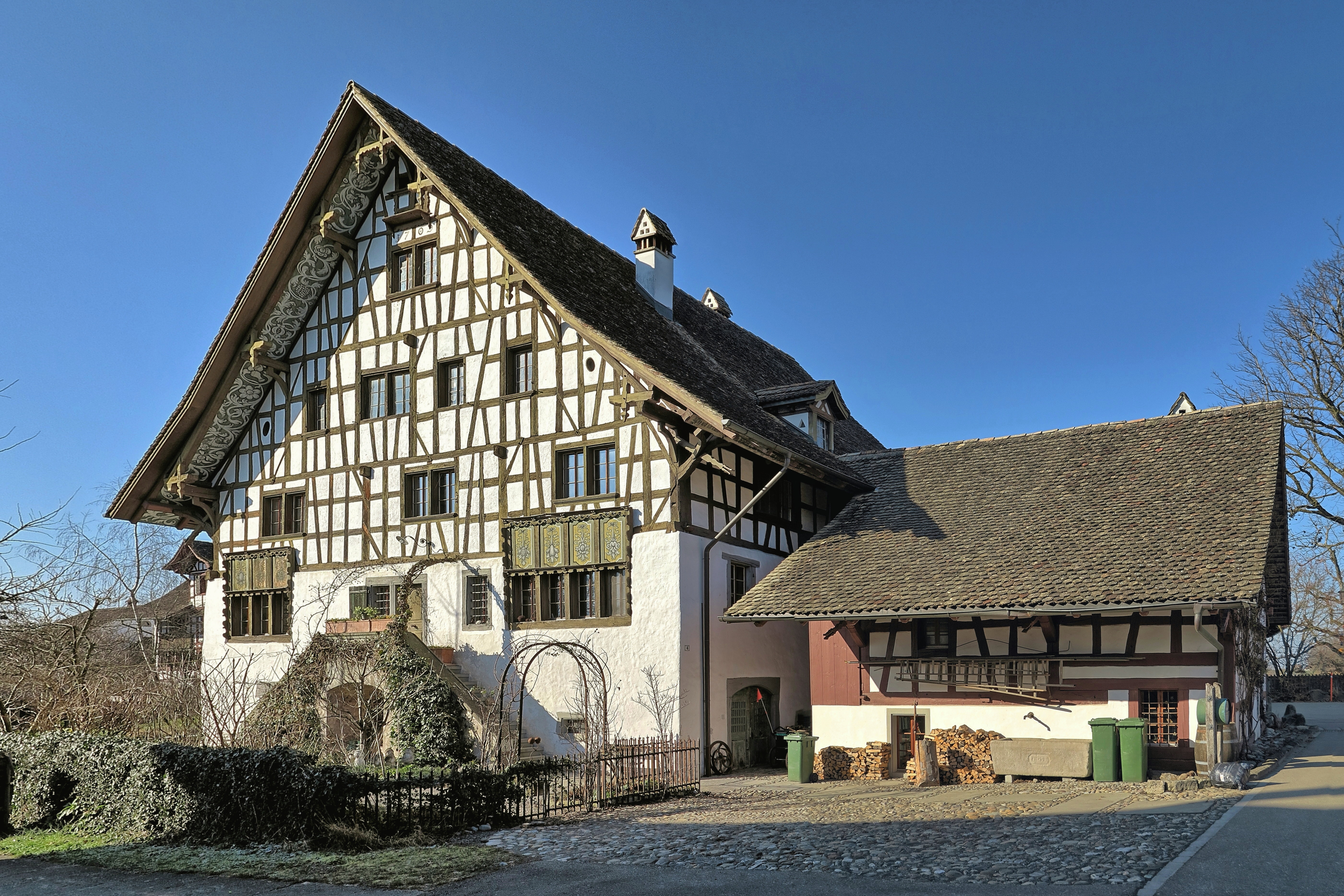
Hürlimannhaus.

Patrimoine naturel : 
- Lützelsee : lac d'une superficie de 12,8 hectares situé à 500 m d'altitude entre les hameaux de Lutikon, Hasel et Lützelsee. C'est un lieu de promenade important grâce au chemin de randonnée qui en fait le tour. La majeure partie du rivage se trouve dans une zone protégée.

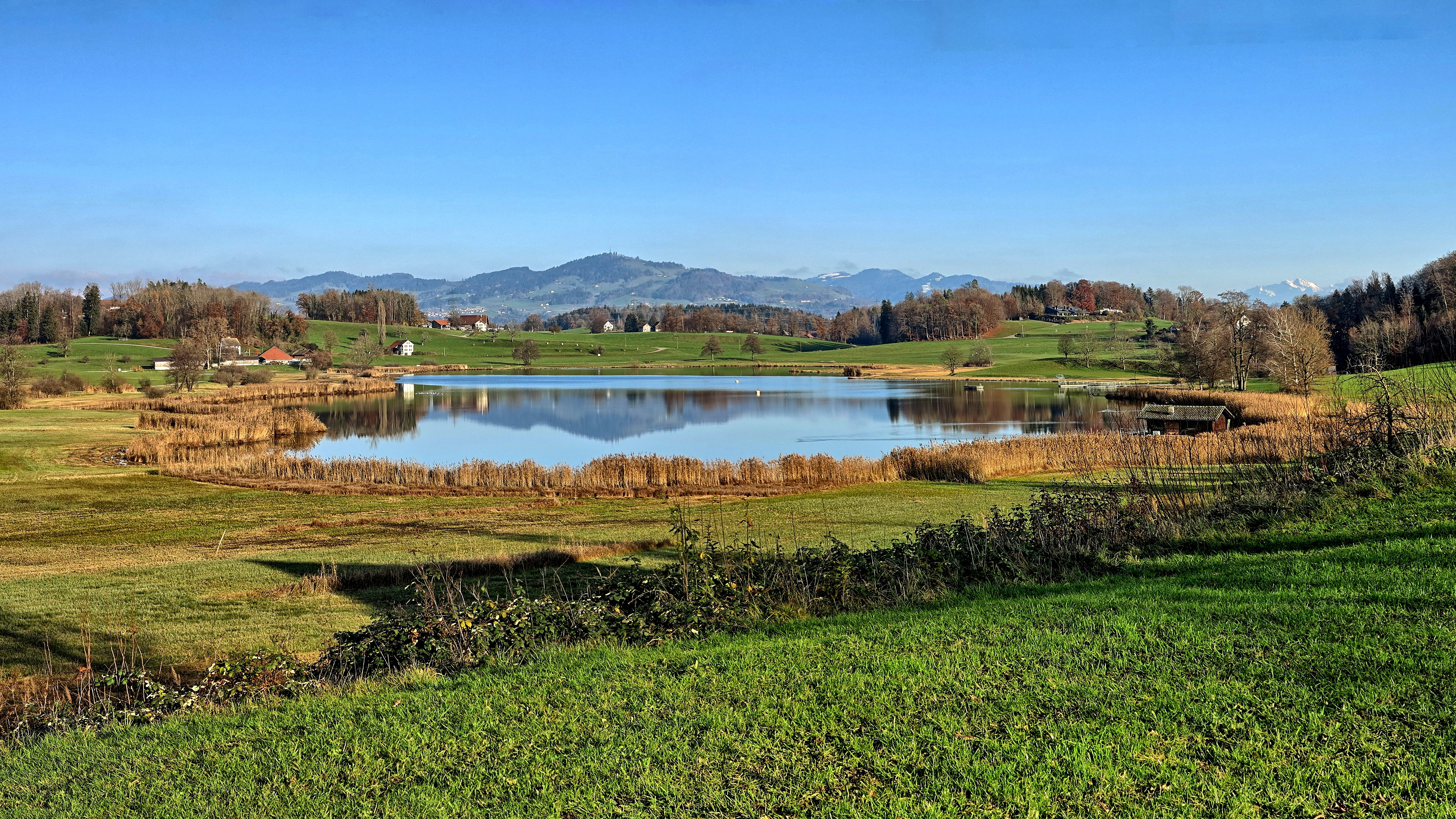
Lützelsee vu depuis Lutikon.
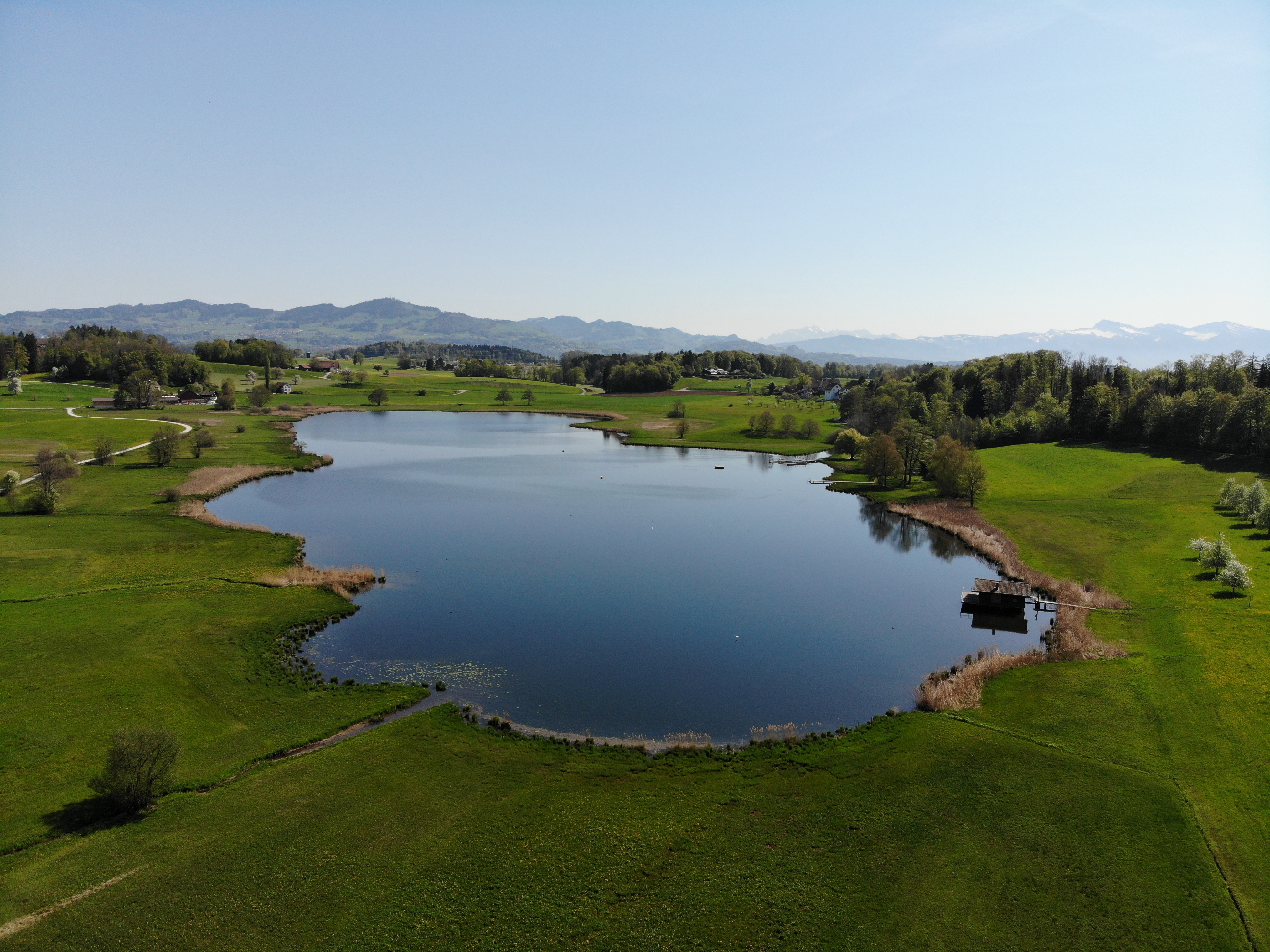
Lützelsee (vue aérienne).